# Garp szerint a világ (film)
A Garp szerint a világ (eredeti címe: The World According to Garp) 1982-ben bemutatott amerikai vígjátékdráma, amelyet George Roy Hill rendezett. A forgatókönyvet John Irving azonos című regénye alapján Steve Tesich készítette. A főbb szerepekben Robin Williams, Mary Beth Hurt és Glenn Close. Ez volt Glenn Close első filmszerepe. 1982. július 14-én mutatták be az Egyesült Államokban. Magyarországon 1998. április 16-án futott először a televízióban.
A produkciót két Oscar-díjra jelölték az 55. Oscar-gálán.

## Cselekmény
Jenny Fields a második világháború alatt ápolónőként dolgozik. A nő egy haldokló katonáról gondoskodik, akit csak Garp műszaki őrmester néven ismer. A férfi súlyos agykárosodott, és priapizmusban szenved. Jenny nem akar férjhez menni, de vágyik egy gyermekre, ezért megerőszakolja az őrmestert. A kisfiút T.S. Garpnak nevezi el. Garp felnő, és érdeklődni kezd a birkózás és a szépirodalom iránt. Garp írásai felkeltik Helen Holm, az iskola birkózóedzőjének lánya érdeklődését. A lány óvatos a fiúval szemben. Az anyja megfigyeli, hogy Garp érdeklődik a szex iránt, és intellektuálisan kíváncsi rá, de csak klinikai érdeklődést mutat. Interjút készít egy prostituálttal, és felajánlja, hogy felfogadja Garpnak. Közvetlenül ezután Jenny elhatározza, hogy könyvet ír a kéjvágyról és az emberi szexualitásról tett megfigyeléseiről.
Jenny könyve szenzáció lesz, és Jenny feminista ikonná válik. A könyvből származó bevételből egy központot finanszíroz otthonában a bajba jutott és bántalmazott nők számára. Eközben Garp első regényét az anyja kiadója adja ki, ami lenyűgözi Helent. Összeházasodnak, és végül két fiuk születik, Duncan és Walt. Garp odaadó szülő és sikeres regényíró lesz, míg Helen egyetemi tanár.
Garp sok időt tölt azzal, hogy meglátogatja az anyját és a központban élő embereket, köztük a transznemű volt focistát, Roberta Muldoont is. Először hallja Ellen James történetét is, egy lányét, akit 11 éves korában két férfi megerőszakolt, majd kivágták a nyelvét, hogy ne tudja azonosítani a támadóit. A Jenny központjában képviselt nők egy csoportja, az ellenjamesisták, szolidaritásuk jeléül önként vágták ki a saját nyelvüket. Garp elborzad a gyakorlattól, és megtudja, hogy a jamesisták levelet kaptak Ellen James-től, amelyben könyörögve kéri, hogy hagyják abba a gyakorlatot. 
Garp házassága új irányt vesz, mikor ő és a felesége is félrelépnek. Garp véletlenül belerohan Helen szeretőjének autójába, aminek következtében az egyik fiuk meghal, a másik pedig fél szemére megvakul. Jenny segítségével Garp megtanul megbocsátani magának és Helennek. A pár kibékül, és kislányuk születik, akit Jennynek neveznek el. Az édesanyját ezalatt halálosan megfenyegetik, de Jenny nem riad vissza. A nő úgy dönt, hogy támogatni fog egy politikust, ezért a nyilvánosság elé lép. Garp könyvet ír Ellen Jamesről és a jamesistákról, ami sikeres lesz, de Garp is fenyegetéseket kap érte.
Egy politikai gyűlésen Jennyt egy antifeminista fanatikus halálosan meglövi. Jenny központjának nőtagjai megemlékezést tartanak a nő emlékére, de megtiltják, hogy a férfiak részt vegyenek rajta. A nőnek öltözött Garpot Muldoon beszivárogtatja a megemlékezésre, de egy jamesista felismeri. Zavargás tör ki, és Garpot végül Ellen James menti meg, aki megköszöni neki, hogy történetét nyilvánosságra hozta. Garp visszatér régi iskolájába, mint birkózóedző. Egy nap edzés közben egy jamesista belép a tornaterembe, és lelövi egy pisztollyal. Helennel együtt helikopterrel elszállítják. Garp megjegyzi, hogy végre repül, és visszagondol arra az időre, amikor az édesanyja a levegőbe dobta őt.

## Szereplők
| Szerep          | Színész             | Magyar hangja   |
| --------------- | ------------------- | --------------- |
| T. S. Garp      | Robin Williams      | Rudolf Péter    |
| Helen Holm      | Mary Beth Hurt      | Balogh Erika    |
| Jenny Fields    | Glenn Close         | Fehér Anna      |
| Roberta Muldoon | John Lithgow        | Rátóti Zoltán   |
| Mr Fields       | Hume Cronyn         | Kenderesi Tibor |
| Mrs Fields      | Jessica Tandy       | Örkényi Éva     |
| a prostituált   | Swoosie Kurtz       | Jani Ildikó     |
| John Wolf       | Peter Michael Goetz | n.a             |
| Michael Milton  | Mark Soper          | n.a             |
| Duncan Garp     | Nathan Babcock      | n.a             |
| Stew Percy      | Warren Berlinger    | n.a             |
| Ernie Holm      | Brandon Maggart     | n.a             |
| Ellen James     | Amanda Plummer      | n.a             |
| Cushie Percy    | Jenny Wright        | n.a             |

## Fogadtatás

### Kritikai visszhang
A film jó visszajelzéseket kapott a kritikusoktól. A Rotten Tomatoeson 71%-os minősítést ért el 21 értékelés alapján. Bruce McCabe a Boston Globe-tól azt írta: „Hill Garpja sűrű, gazdag, szövevényes mű, jelenetek sorozata, amely végül egy összetett, bonyolult életet teremt, amely egyszerre vicces, rémisztő és szívszorító.” Roger Ebert úgy vélte: „Valami baj lehet azzal a filmmel, amelyik képes egy olyan nehezen feldolgozható anyagot, mint a Garp, élvezhetővé tenni.”
A Metacritic 63 pontot adott a 100-ból 14 vélemény alapján. A Variety szerint: „George Roy Hill filmes adaptációja, a Garp szerint a világ, ízléses, intelligens és számos más erényt is felmutat.” Janet Maslin a New York Timestól azt írta: „Ha végül a könyv szeszélyes oldala volt az, ami oly sok olvasó számára kedveltté tette, a film semmit sem veszít ebből a bájból. Ha valami, akkor egy kicsit több... Szelíd, intelligens és érdekes film.” William Thomas az Empire-től azt írta: „A forgatókönyvnek talán jót tett volna, ha valaki merészebb rendezőt választ, ehelyett George Roy Hill inkább a mainstream területet választotta.”

### Bevétel adatai
A Box Office Mojo szerint a film 29,7 millió dolláros bevételre tett szert, a költségvetésről nincs adat.

## Fontosabb díjak és jelölések
| Esemény        | Díj       | Kategória                                   | Eredmény |
| -------------- | --------- | ------------------------------------------- | -------- |
| 55. Oscar-gála | Oscar-díj | Legjobb férfi mellékszereplő – John Lithgow | Jelölve  |
| 55. Oscar-gála | Oscar-díj | Legjobb női mellékszereplő – Glenn Close    | Jelölve  |